# ستيف وينتر
ستيف وينتر (بالإنجليزية: Steve Winter)‏ (8 ديسمبر 1957، دوبوك في الولايات المتحدة)؛ روائي أمريكي. درس في جامعة ولاية آيوا.